# ريتشل تشان
ريتشل تشان (بالإسبانية: Raquel Chan)‏ هي أحيائية أرجنتينية، ولدت في 31 ديسمبر 1959.